# Francesco Manuel Bongiorno
Francisco Manuel Bongiorno (Regio de Calàbria, Calàbria, 1 de setembre de 1990) és un ciclista italià, professional des del 2013 i actualment al Sangemini-MG.Kvis. En el seu palmarès destaca el campionat nacional en ruta sub-23 de 2012 i una etapa a la Volta a Eslovènia de 2014.

## Palmarès
- 2008
  - 1r a la Tre Ciclistica Bresciana i vencedor d'una etapa
  - 1r al Trofeu Beato Bernardo
  - Vencedor d'una etapa al Giro de la Lunigiana
- 2010
  - 1r a la Ruta d'Or
  - 1r a la Copa Placci
- 2012
  -  Campió d'Itàlia en ruta sub-23
  - 1r al Gran Premi Palio del Recioto
  - Vencedor d'una etapa a la Toscana-Terra de ciclisme
- 2014
  - Vencedor d'una etapa al Volta a Eslovènia
- 2017
  - 1r a la Volta a Albània i vencedor d'una etapa

### Resultats al Giro d'Itàlia
- 2013. 71è de la classificació general
- 2014. 59è de la classificació general
- 2015. 60è de la classificació general
- 2016. 108è de la classificació general